# Glossotrophia confinaria
Glossotrophia confinaria là một loài bướm đêm trong họ Geometridae.